# Benz Prinz-Heinrich-Wagen
Die Benz Prinz-Heinrich-Wagen des Unternehmens Benz & Cie. waren Tourenwagen mit einem viersitzigen Torpedo-Aufbau, die 1908 (Sieger Fritz Erle auf Benz 50 PS), 1909 und 1910 bei der Prinz-Heinrich-Fahrt eingesetzt und speziell für diese Fahrten hergestellt wurden. Die PS-Angaben in der Typenbezeichnung lagen bei allen Wagen, teilweise erheblich, unter der tatsächlichen Leistung. So hatte beispielsweise der 25-PS-Wagen von 1908 eine reale Leistung von 38 PS. Einige dieser Wagen wurden zu 2-sitzigen Rennwagen umgebaut. Dazu gehörte einer der beiden 75-PS-Wagen aus dem Jahr 1908. Mit diesem Wagen startete Fritz Erle 1909 beim 11. Semmeringrennen. 1910 gewann Franz Heim mit demselben Wagen das Ries-Bergrennen.
Die nachfolgenden Typen brachte Benz bei den Prinz-Heinrich-Fahrten an den Start.

## 1908
- 25-PS-Prinz-Heinrich-Wagen, gefahren von Richard Benz (Startnummer 134) und Ludwig Zimmern (Startnummer 135)
- 50-PS-Prinz-Heinrich-Wagen mit 6648 cm³ Hubraum, gefahren von Carl Neumaier (Startnummer 70) und Christian Schmitz  (Startnummer 72)
- 50-PS-Prinz-Heinrich-Wagen mit 7479 cm³ Hubraum, gefahren von Fritz Erle (Startnummer 68), Prinz Carl von Isenburg-Langenselbold (Startnummer 69) und Richard Spitzner  (Startnummer 71)
- 75-PS-Prinz-Heinrich-Wagen, gefahren von Carl Schmitz (Startnummer 12) und Edgar Ladenburg (Startnummer 26)

Folgende Motoren wurden eingesetzt:
| Motor vom   | Zylinder | Hubraum  | Bohrung × Hub   | Leistung |
| ----------- | -------- | -------- | --------------- | -------- |
| 25-PS-Wagen | 4 Reihe  | 3178 cm³ | 85 mm × 140 mm  | 38 PS    |
| 50-PS-Wagen | 4 Reihe  | 6648 cm³ | 115 mm × 160 mm | 85 PS    |
| 50-PS-Wagen | 4 Reihe  | 7479 cm³ | 115 mm × 180 mm | 105 PS   |
| 75-PS-Wagen | 4 Reihe  | 9161 cm³ | 135 mm × 160 mm | 98 PS    |

Die Wagen hatten Holzspeichenräder mit Luftreifen und Starrachsen mit Halbfedern. Sie waren mit einem Vierganggetriebe ausgestattet, das durch Ketten mit der Hinterachse verbunden war.

## 1909
- 20-PS-Prinz-Heinrich-Wagen, gefahren von Ing. Otto Philipp (Startnummer 701), Edward Forchheimer (Startnummer 702), Hans Nibel (Startnummer 703), Richard Spitzner (Startnummer 704) und Karl Schwartz (Startnummer 705)
- 50-PS-Prinz-Heinrich-Wagen, gefahren von Fritz Erle (Startnummer 624), Carl Neumaier (Startnummer 625) und Fritz Lauffer (Startnummer 626)

Folgende Motoren wurden eingesetzt:
| Motor vom   | Zylinder | Hubraum  | Bohrung × Hub   |
| ----------- | -------- | -------- | --------------- |
| 20-PS-Wagen | 4 Reihe  | 2413 cm³ | 80 mm × 120 mm  |
| 50-PS-Wagen | 4 Reihe  | 5701 cm³ | 110 mm × 150 mm |

Die Wagen hatten Holzspeichenräder mit Luftreifen und Starrachsen mit Halbfedern. Sie waren mit einem Vierganggetriebe ausgestattet, das bei den 20-PS-Wagen durch eine Kardanwelle und bei den 50-PS-Wagen durch Ketten mit der Hinterachse verbunden war.

## 1910

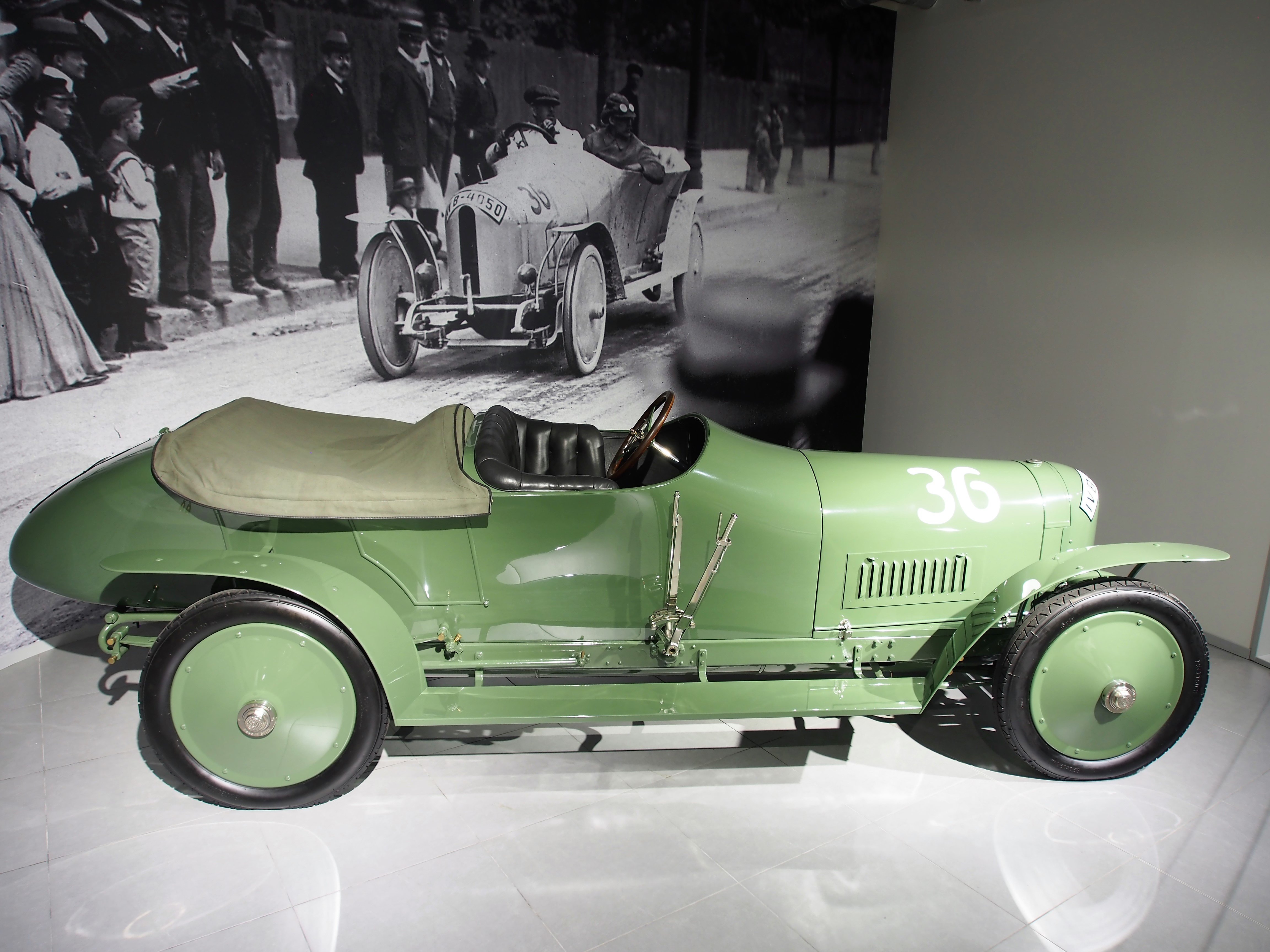
Benz 80-PS-Prinz-Heinrich-Wagen von 1910, Startnummer 36, Fahrer: Fritz Erle

Die Prinz-Heinrich-Wagen von 1910 hatten Motoren mit 2 unterschiedlichen Hubraumgrößen und zwar 5,7 Liter und 7,3 Liter. Die Wagen mit den kleineren Motoren und einer tatsächlichen Leistung von 80 PS wurden Benz 50 PS bzw. Benz 60 PS (auch Benz 22/60 PS) genannt. Die Wagen mit den 7,3-Liter-Motoren und einer tatsächligen Leistung von 100 PS hatten die Typbezeichnung Benz 80 PS. Die alten Typbezeichnungen werden allerdings nicht mehr verwendet. Es hat sich durchgesetzt als Typbezeichnung die realen Werte zu verwenden.
- 80-PS-Prinz-Heinrich-Wagen, gefahren von Alfred Nadali (Startnummer 35), Fritz Erle (Startnummer 36), Otto Philipp (Startnummer 37) und Carl Neumaier (Startnummer 38)
- 100-PS-Prinz-Heinrich-Wagen, gefahren von E. Schwartz (Startnummer 1), Bernhard Flinsch (Startnummer 2), Dr. Kiefer (Startnummer 3), Arthur Henney (Startnummer 4), Fritz Würmell (Startnummer 5) und Richard Spitzner (Startnummer 7)

Folgende Motoren wurden eingesetzt:
| Motor vom    | Zylinder | Hubraum  | Bohrung × Hub   | Leistung | bei Drehzahl |
| ------------ | -------- | -------- | --------------- | -------- | ------------ |
| 80-PS-Wagen  | 4 Reihe  | 5715 cm³ | 105 mm × 165 mm | 80 PS    | 2200/min     |
| 100-PS-Wagen | 4 Reihe  | 7271 cm³ | 115 mm × 175 mm | 100 PS   | 2200/min     |

Die Leistungsangaben für den 100-PS-Wagen differieren zwischen 90 und 118 PS. Die 1910er Prinz-Heinrich-Wagen hatten die ersten Benz-Motoren mit einem Vierventil-Querstromzylinderkopf, einen aerodynamisch verkleideten Unterboden und eine stromlinienförmige Karosserie mit Spitzheck. Die Wagen hatten mit Blechscheiben verkleidete Holzspeichenräder mit Luftreifen und Starrachsen mit Halbelliptikfedern. Sie waren mit einem Vierganggetriebe ausgestattet, das durch eine Kardanwelle mit der Hinterachse verbunden war.

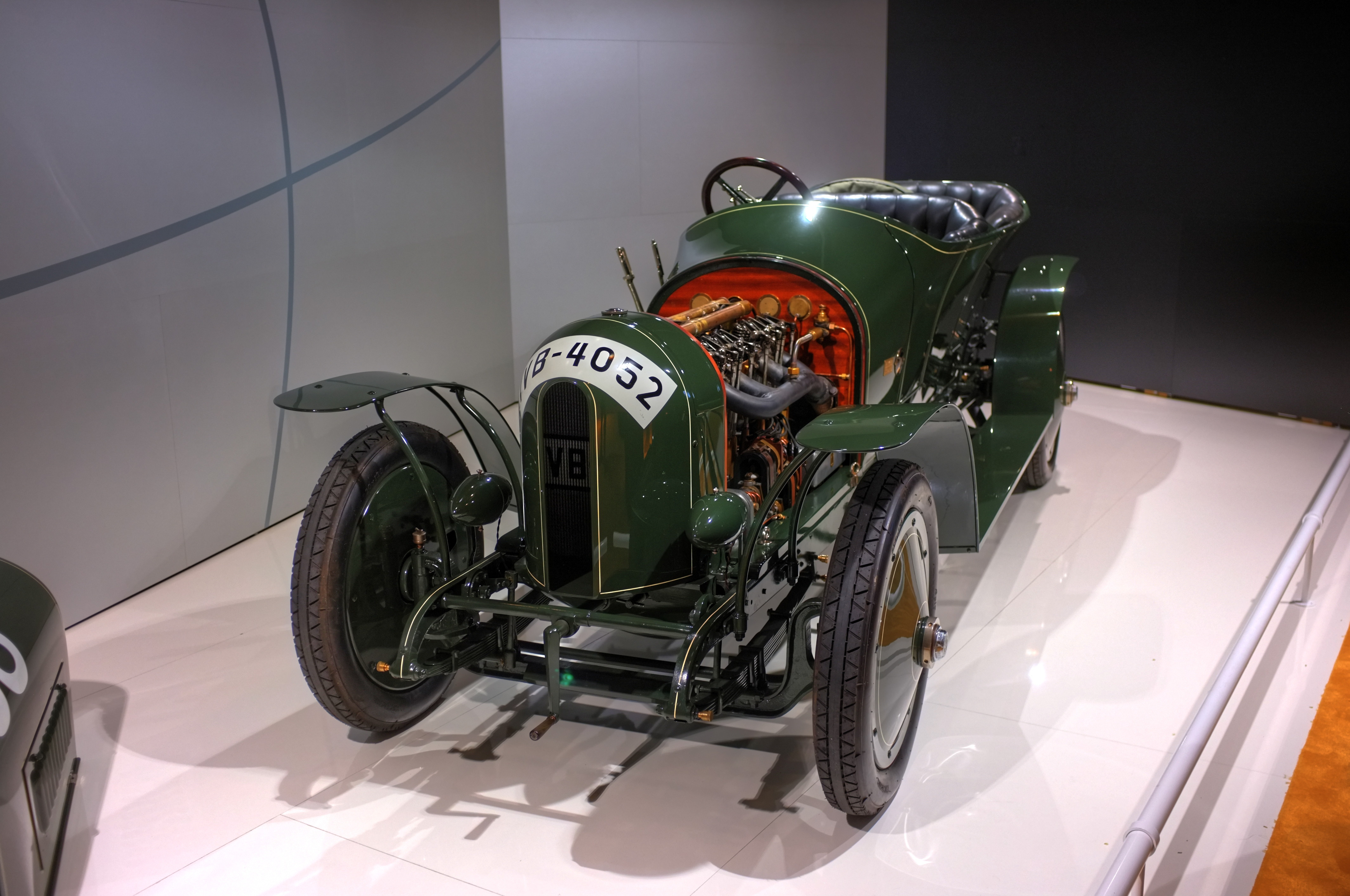
Benz 80-PS-Prinz-Heinrich-Wagen von 1910, Startnummer 38, Fahrer: Carl Neumaier

Von den 80-PS-Tourenwagen blieben zwei Fahrzeuge erhalten und zwar die von Fritz Erle und Carl Neumaier gefahrenen Wagen. Beide wurden nach der Prinz-Heinrich-Fahrt  bei  der  vom 26. Juni bis 13. Juli stattfindenden Kaiser-Nikolaus-Fahrt eingesetzt. Einer der beiden Fahrer war auch hier Fritz Erle (Startnummer 18). Allerdings startete  er nicht in dem von ihm bei der Prinz-Heinrich-Fahrt  verwendeten Wagen (Startnummer 36, Kennzeichen IV B - 4050), den fuhr nun Arthur Henney (Startnummer 15), sondern in dem bei der Prinz-Heinrich-Fahrt von Carl  Neumaier gefahrenen Wagen (Startnummer 38, Kennzeichen IV B - 4052). In diesen Wagen wurde zur Kaiser-Nikolaus-Fahrt ein anderer 4-Ventil-Motor eingebaut, mit einer geringeren Bohrung (100 mm) und einem längeren Hub (175 mm). Der Motor mit einem Hubraum von 5498 cm³ ist noch heute in diesem Wagen eingebaut. Dieser Spezial-Tourenwagen (Herstellungsnummer 5566) ist im Besitz vom Mercedes-Benz-Museum. Beide 80-PS-Wagen wurden so restauriert, dass sie nun auch optisch wieder mit den Prinz-Heinrich-Wagen von 1910 identisch sind. Der ehemalige Fritz-Erle-Wagen (Herstellungsnummer 5732) hat sogar noch den bei der Prinz-Heinrich-Fahrt verwendeten Motor und kann im Louwman Museum besichtigt werden.
Von den 100-PS-Wagen blieb ein Fahrzeug erhalten. Der Wagen mit der Motornummer 5691 kam noch 1910 in die USA. Sein Besitzer wurde der Geschwindigkeitsweltrekordhalter Barney Oldfield, der in jenem Jahr den Rekord mit einem Benz 200 PS, genannt Lightning Benz bzw. später Blitzen-Benz, erzielt hatte. Der veränderte Prinz-Heinrich-Wagen, er hatte eine zweisitzige Karosserie erhalten, wurde von Oldfield sowohl als Privatwagen wie auch, dann ohne Scheinwerfer und Kotflügel, als Rennwagen verwendet. Dieser Prinz-Heinrich-Wagen war Teil der Bothwell Collection und wurde am 11. November 2017 für 1.870.000 US-Dollar versteigert.